# Sainte-Cérotte
Sainte-Cérotte är en kommun i departementet Sarthe i regionen Pays de la Loire i nordvästra Frankrike. Kommunen ligger i kantonen Saint-Calais som tillhör arrondissementet Mamers. År 2022 hade Sainte-Cérotte 326 invånare.

## Befolkningsutveckling
Antalet invånare i kommunen Sainte-Cérotte
| Referens: INSEE |